# Gardone Val Trompia
Gardone Val Trompia är en ort och kommun i provinsen Brescia i regionen Lombardiet i Italien. Kommunen hade 11 509 invånare (2018).